# La « The Nana »
Singles de Léo Ferré
C'est extra
(1969) Avec le temps
(1971)
Pistes de Amour Anarchie
La Lettre La Mémoire et la Mer
La « The Nana » est un slow érotique de Léo Ferré, parue sur le 33 tours Amour Anarchie et sur 45 tours en 1970.

## 45 tours
La pochette du 45 tours (référence 61 288) montre une des seules images de Léo Ferré portant la barbe. Au verso, on voit le chanteur répéter en studio, entouré du groupe Zoo, qui l'accompagne sur les deux titres.
- Face A : La « The Nana »  - 4 min 27 s
- Face B : Le Chien  - 6 min 55 s

## Enregistrement

### Musiciens
- Zoo :
  - André Hervé : orgue électrique, piano
  - Pierre Fanen : guitare électrique
  - Michel Ripoche : trombone, saxophone ténor, violon électrique
  - Daniel Carlet : saxophones (alto, baryton, soprano), flûte, violon électrique
  - Michel Hervé : basse
  - Christian Devaux : batterie

### Production
- Prise de son : Claude Achalle
- Production exécutive : Richard Marsan
- Crédits visuels : Vic Nowas, Christian Rose

## Reprises
Cette chanson a été interprétée par Philippe Léotard, Marcel Kanche et LetZeLéo entre autres, cf. Liste des interprètes de Léo Ferré.